# Hoplitis carinotarsa
Hoplitis carinotarsa är en biart som beskrevs av Wu 1987. Hoplitis carinotarsa ingår i släktet gnagbin, och familjen buksamlarbin. Inga underarter finns listade i Catalogue of Life.